# 岡村軟首鱈
岡村軟首鱈，為輻鰭魚綱鱈形目鼠尾鱈科的其中一種，分布於西大西洋巴西及法屬圭亞那外海海域，屬深海底棲性魚類，深度229-411公尺，體長可達28公分，棲息在底層水域，生活習性不明。

## 扩展阅读
維基物種上的相關：岡村軟首鱈